# Dania Sonans. Kilder til Musikkens Historie i Danmark
Dania Sonans. Kilder til Musikkens Historie i Danmark („Dania sonans. Quellen zur Musikgeschichte Dänemarks“) ist eine Sammlung musikalischer Werke aus der dänischen Musikgeschichte. Der 1. Band erschien 1933 in Kopenhagen. Es handelt sich um die Serie 4 in den Veröffentlichungen der Samfundet til udgivelse af dansk musik.

## Inhaltsübersicht
- 1. Værker af Mogens Pedersøn (Werke von Mogens Pedersøn). Ed. by Knud Jeppesen. Copenhagen 1933. Out of print.
- 2. Madrigaler fra Christian IV’s tid (Madrigale aus der Zeit Christians IV.). (Nielsen, Truid Aagesen, Brachrogge). Ed. by Jens Peter Jacobsen. Musikhøjskolens Forlag, Egtved 1966.
- 3. Madrigaler fra Christian IV’s tid (Madrigale aus der Zeit Christians IV.). (Pedersøn, Borchgrevinck, Gistou). Ed. by Jens Peter Jacobsen. Musikhøjskolens Forlag, Egtved 1967.
- 4. Musik fra Christian III’s tid. Udvalgte satser fra det danske hofkapels stemmebøger 1541 (Madrigale aus der Zeit Christians III.) Ausgewählte Stücke aus den Stimmbüchern der dänischen Hofkapelle (1541). Teil 1. Første del. Ed. by Henrik Glahn. Edition Egtved 1978.
- 5. Musik fra Christian III’s tid. Udvalgte satser fra det danske hofkapels stemmebøger 1541 (Madrigale aus der Zeit Christians IV.) Ausgewählte Stücke aus den Stimmbüchern der dänischen Hofkapelle (1541). Teil 2–3. Anden og tredie del. Ed. by Henrik Glahn. Edition Egtved 1986.
- 6. J. E. Hartmann: Fiskerne (Der Fischer). Ed. by Johannes Mulvad. Edition Egtved 1993.
- 7. J. E. Hartmann: Balders Død (Der Tod des Balder). Ed. by Johannes Mulvad. Edition Egtved 1980.
- 8. C. E. F. Weyse: Samlede Værker for Klaver 1–3 (Gesammelte Werke für Klavier). Ed. by Gorm Busk. Engstrøm & Sødring 1997.
- 9. C. E. F. Weyse: Symfonier 1–4 (Symphonien 1–4). Ed. by Carsten E. Hatting. Engstrøm & Sødring 1998–2004.